# أنتوني هاميلتون (منافس ألعاب قوى)
أنتوني هاميلتون (بالإنجليزية: Anthony Hamilton)‏ هو منافس ألعاب قوى بريطاني، ولد في 18 فبراير 1969 في أيلزبري في المملكة المتحدة.